# Pierre Ladevèze
Pour les articles homonymes, voir Ladevèze.
Pierre Ladevèze, né le 5 septembre 1945, est un scientifique français, professeur des Universités émérite à l’École normale supérieure de Cachan. Ses travaux portent sur la mécanique fondamentale des matériaux et des structures, ainsi que sur les mathématiques appliquées aux sciences de l’ingénierie. Ses recherches ont, pour une large part, des applications qui concernent l'industrie aéronautique et spatiale. Plusieurs de ses modèles et méthodes ont été implantés dans les codes de calcul et sont aujourd'hui utilisés dans l'industrie au niveau international.

## Éléments de biographie
Pierre Ladevèze est issu d’une famille du sud-ouest. Sorti ingénieur diplômé en 1966 des Arts et Métiers (ENSAM) à 21 ans, il obtient en même temps deux maîtrises de l'université de Nantes : une de mathématiques pures et une de mathématiques appliquées. Il commence sa carrière comme ingénieur à la Société pour l’Étude et la Réalisation d’Engins Balistiques (SEREB), qui deviendra plus tard l'Aérospatiale, la société porteuse des coopérations européennes autour desquelles s’est formé AIRBUS Group. Il entre ensuite à l’Université Pierre et Marie Curie (UPMC) et soutient sa thèse de doctorat en 1970 puis d’état en mathématiques à l'âge de trente ans (1975) sur le sujet "Comparaison de modèles de milieux continus", qui contient en germe bon nombre de sujets qu’il abordera plus tard.
Nommé professeur des Universités en 1978, il rejoint le Laboratoire de Mécanique et Technologie (LMT, UMR 8535 CNRS) de l’École Normale Supérieure de Cachan, qu’il va diriger de 1980 à 1984, puis de 1997 à 2005. Il est nommé Professeur de classe exceptionnelle en 1992 et Professeur émérite en 2014.
En parallèle, il conserve tout au long de son activité académique un rôle important de consultant auprès des industries aéronautiques et spatiales, aux niveaux français et européen. Il occupe de 2006 à 2011 la première Chaire de la Fondation EADS sur la thématique "Advanced Computational Structural Mechanics".
Pierre Ladevèze est fait chevalier de l'ordre national de la Légion d'Honneur en 2016.

## Travaux
Ses activités de recherche scientifique portent principalement sur quatre domaines des sciences de l’ingénierie :
- la vérification, la validation et le recalage des modèles par des estimateurs d'erreur et techniques adaptatives, ainsi que la théorie des méconnaissances ;
- la modélisation du comportement et de la rupture des matériaux et structures composites ;
- les stratégies de calcul pour les problèmes non linéaires, stratégies multi-échelles et calcul parallèle, techniques de réduction de modèles ;
- les méthodes de calcul simplifié : la théorie exacte des poutres et des plaques et la théorie variationnelle de rayons complexes.

Parmi les théories et méthodes qu'il a initiées, on peut citer les exemples suivants.

### La théorie de l’erreur en relation de comportement
Issue de sa thèse d’état et largement développée depuis, cette théorie est à la base d'une méthode d'évaluation de l'erreur commise lors d'un calcul par éléments finis (la méthode des éléments finis est la technique quasi universellement utilisée pour la résolution numérique de problèmes de calcul de structures).

### La méthode LATIN en calcul des structures

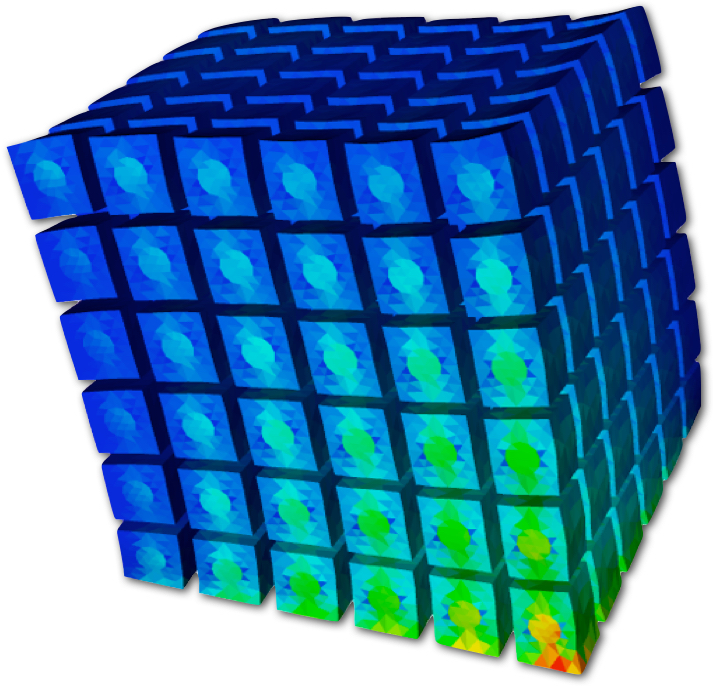

Initialement proposée pour traiter les problèmes de la physique lorsque les équations qui les régissent sont non linéaires et dépendent du temps, elle a depuis été adaptée à la simulation des problèmes couplés, des problèmes multiéchelles ou encore des problèmes paramétrés. Elle repose sur un partitionnement des équations du problème, afin d'en séparer les difficultés et sur une résolution itérative qui construit successivement une approximation de la solution.

### Le mésomodèle d'endommagement pour les structures composites

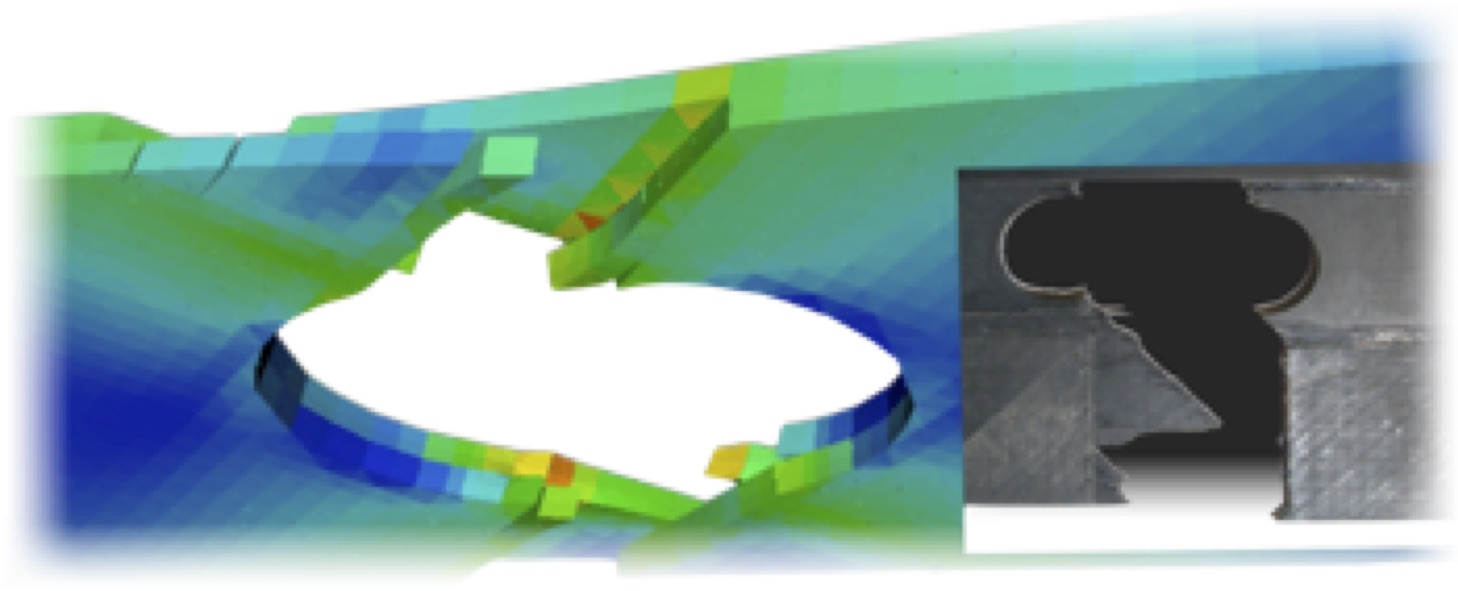

Les composites (carbone, céramique) sont très largement utilisés en aéronautique et en aérospatiale, mais leur comportement, notamment la prédiction de leur rupture, est très complexe à modéliser. Le mésomodèle d'endommagement a permis une utilisation plus large de ces matériaux dans l'industrie, en assurant une prise en compte fine des mécanismes physiques. Ce modèle est fondé sur l’homogénéisation d’un modèle microscopique. Le stratifié y est décrit comme un assemblage de plis et d’interfaces, chacun étant traité comme un milieu continu endommageable. Dans les plis, les mécanismes pris en compte sont la rupture des fibres, la dégradation des interfaces fibre-matrice et la microfissuration de la matrice. Le mécanisme de délaminage est pour sa part pris en compte par un comportement adapté des interfaces.

### La Proper Generalized Decomposition (PGD)

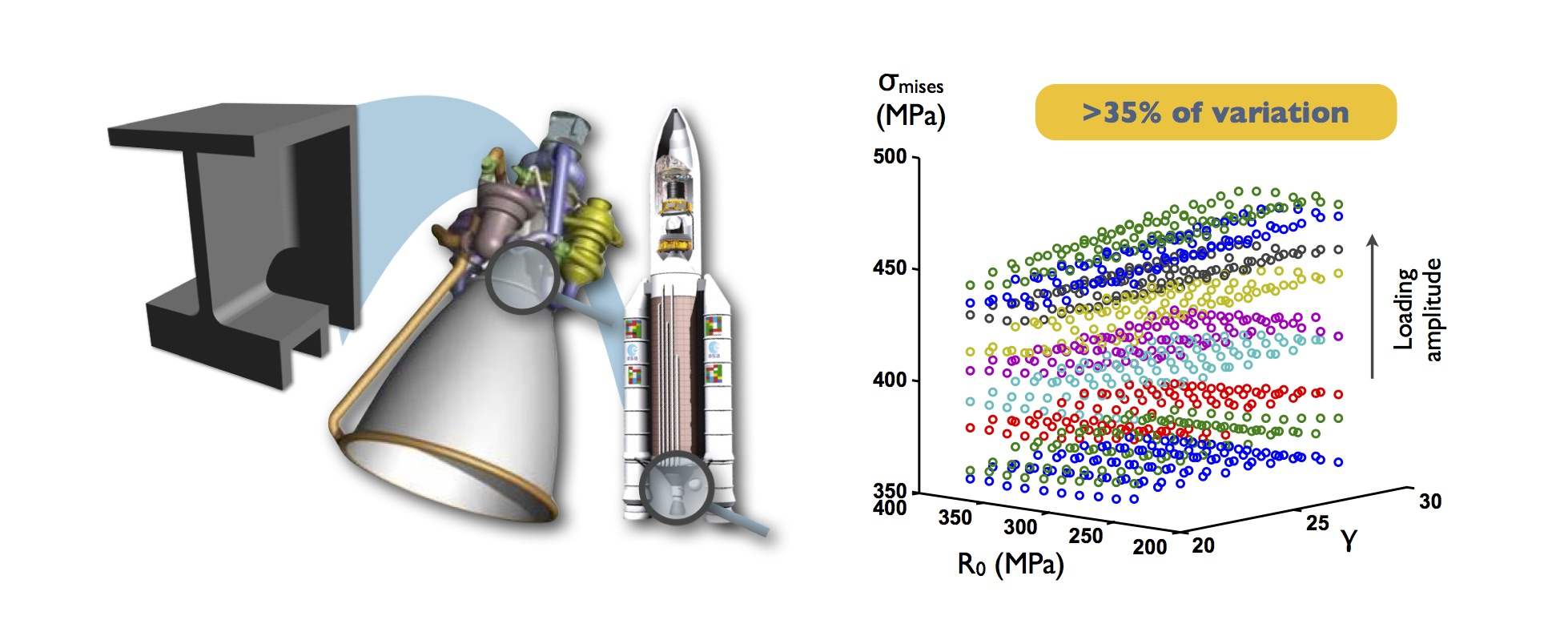

Initialement introduite sous la dénomination "chargement radial" dans la méthode LATIN, cette technique de réduction de modèles a depuis été rebaptisée "Proper Generalized Decomposition". Il s'agit de la recherche de la solution d'un problème mathématique sous la forme de variables séparées grâce à des algorithmes dédiés. Cette méthode, qui permet un gain très important en termes de temps de calcul, est notamment utilisée pour préconstruire des abaques virtuels. Ceux-ci peuvent être utilisés dans l'industrie pour explorer, en temps quasi réel, les solutions de problèmes dont la complexité est telle que leur résolution était inaccessible par des voies classiques.

### La théorie variationnelle des rayons complexes
Cette approche a été introduite pour une simulation efficace des vibrations moyennes fréquences dans les structures. Ce type de vibrations peut conduire, si on utilise les moyens standards de résolution, à des coûts de calculs très élevés. La théorie variationnelle des rayons complexes est fondée sur la recherche de la solution dans une base de solutions appelées "rayons", qui satisfont les équations de la dynamique dans chaque partie de la structure.

### La théorie des méconnaissances
La théorie des méconnaissances prend place dans la validation des modèles. L'objectif est de modéliser tous les types de méconnaissances présents sur une structure, en introduisant des variables internes globalisant les diverses sources d'incertitudes. Avec cette modélisation, les dispersions sur une quantité d'intérêt, obtenues par post-traitement, sont données en termes d'intervalles de confiance. 

## Autres fonctions
Il est ou a été : 
- Membre du comité scientifique du CNRS (2006-2010)[6]
- Membre de la fondation française pour l’aéronautique et l’espace (2006-2010)
- Membre du General Council d'IACM[7]
- Membre du comité scientifique de l’ONERA (1998-2005)[8]
- Expert auprès du Comité scientifique de l’Institut Français du Pétrole (1998-2005)[9]
- Fondateur et responsable du Centre d’Excellence “Computational Structural Mechanics and Artificial Intelligence” regroupant 21 équipes de recherche universitaires et 30 équipes industrielles, qui deviendra par la suite l’actuel CSMA, membre d’IACM
- Membre du Haut Comité Mécanique (1991-1999)
- Éditeur en chef de l'International Journal on Advanced Modeling and Simulation in Engineering Sciences (Springer Journal en open-access). Associated Editors: F. Chinesta, A. Corrigliano, A. Huerta, J.-F. Molinari, S. Reese, J. Gopalakrishnan, J. Wang (depuis 2013)[10]
- Membre des comités éditoriaux de 15 revues internationales en calcul des structures.

## Distinctions et Prix
- Prix Poncelet de l’Académie des Sciences pour son travail sur les instabilités en grandes déformations (1987)
- Chevalier (1985), puis Officier des Palmes Académiques (2002)
- Docteur Honoris Causa de l’Université Libre de Bruxelles, Belgique (2000)
- Fellow de l'International Association of Computational Mechanics IACM (2002)[11]
- IACM Computational Mechanics Award (2004)[12]
- Sectional Lecturer de l'International Congress of Theoretical and Applied Mechanics (ICTAM) (2004)
- World Congress on Computational Mechanics (WCCM) Plenary Lecturer (2008)
- Chaire de la Fondation EADS “Advanced Computational Structural Mechanics” (2006-2011)[3]
- Membre étranger de l'académie des sciences italiennes Galilée Accademia Galileiana (2012)[13]
- Prix de mécanique des solides de l’association européenne de mécanique EUROMECH (2015)[14]
- Chevalier de l'ordre national de la Légion d'Honneur (2016)[4]
- Médaille Gauss-Newton (2018)[15]